# Nazionale femminile di football americano di El Salvador
La nazionale di football americano femminile di El Salvador è la selezione maggiore femminile di football americano della SAAIF che rappresenta El Salvador nelle varie competizioni ufficiali o amichevoli riservate a squadre nazionali femminili.

## Dettaglio stagioni

### Amichevoli
| Stagione | Vin | Par | Per | Tot | PF | PS | avversaria |
| -------- | --- | --- | --- | --- | -- | -- | ---------- |
| 2017     | 0   | 0   | 1   | 1   | 12 | 13 | Honduras   |
| Totale   | 0   | 0   | 1   | 1   | 12 | 13 |            |

### Riepilogo partite disputate
| Anno           | Luogo    | Evento     | Fase del torneo | Incontro               | Risultato |
| 29 aprile 2017 | Honduras | Amichevole |                 | Honduras - El Salvador | 13 - 12   |

## Confronti con le altre Nazionali
Questi sono i saldi della nazionale di El Salvador nei confronti delle nazionali incontrate.

### Saldo negativo
| Nazionale | Giocate | Vinte | Pareggiate | Perse | PF | PS | Ultima vittoria | Ultimo pari | Ultima sconfitta |
| --------- | ------- | ----- | ---------- | ----- | -- | -- | --------------- | ----------- | ---------------- |
| Honduras  | 1       | 0     | 0          | 1     | 12 | 13 | -               | -           | 2017             |